# 黄河安澜
《黄河安澜》（英語：The Yellow River）是2022年在中国大陆播出的以“黄河”为主题的纪录片。

## 剧情
《黄河安澜》讲述黄河流域的生态环境保护、水资源的节约利用、周边文化保护。

## 集数
该纪录片分作6集，分别是：
- 国脉千秋
- 力挽危澜
- 量水而行
- 重现盎然
- 发展新路

## 制作
《黄河安澜》制作团队耗时3年，拍摄了黄河周边河南省、陕西省、甘肃省等9个省区的40多座城市，从三江源一直到入海口。

## 奖项
| 年份 | 作品         | 奖项                 | 分类           | 是否得奖 | 备注 |
| ---- | ------------ | -------------------- | -------------- | -------- | ---- |
| 2024 | 《黄河安澜》 | 第32届中国电视金鹰奖 | 最佳电视纪录片 | [ 3 ]    |      |